# Dugokljuni čapljan
Dugokljuni čapljan (lat. Erodium ciconium) vrsta je jednogodišnje biljke iz porodice Geraniaceae. Ima samodržeći rast. Listovi su jednostavni i široki. Pojedini primjerci mogu narasti do visine od 21 cm.
U Hrvatskoj rasta samo u primorju.

## Galerija
- Cvijet
- Plodovi
- Plodovi i cvijet
- List